# Claus Richter (Künstler)
Claus Richter (* 1971 in Lippstadt) ist ein zeitgenössischer deutscher Künstler. Seine künstlerische Praxis ist multimedial.

## Leben
Claus Richter wurde 1971 in Lippstadt geboren und absolvierte 1994 bis 2003 ein Studium an der Hochschule für Gestaltung Offenbach am Main. Er lebt und arbeitet in Köln.

## Arbeiten
Neben seinen künstlerischen Installationen, die sich stilistisch meist einer nostalgischen Spielzeugästhetik verschrieben haben, verfasst er Marionetten-Theaterstücke, inszeniert auf der Bühne, komponiert Lieder, erfindet Geschichten und hält Vorträge.
Die Konzeptionen seiner Ausstellungen haben oftmals einen illusionistischen Charakter. Er konstruiert räumliche Arrangements, welche er detailliert ausarbeitet und so komplette Illusionswelten schafft. Diese Räume beschäftigen sich u. a. mit Vergnügungsparks, Filmsets und märchenhaften Sujets, die in der Kindheit des Künstlers fußen.
Quelle seiner Ästhetik ist in großem Maße seine Kindheit und Jugend in den 1970er und 80er Jahren. Richter zeichnet sich durch große Sammelleidenschaft aus. Seine Sammlung umfasst technisches und analoges Spielzeug aus dieser Zeit.
Richters Arbeiten wurden in musealen Einzelausstellungen sowie in Kunstvereinen gezeigt. Im Jahr 2010 präsentierte das Leopold-Hoesch-Museum eine Einzelausstellung Richters. Des Weiteren hatte er Einzelausstellungen im Kunstverein Braunschweig (2008), der Ursula Blickle Stiftung in Kraichtal, dem Museum für Gegenwartskunst in Siegen (2005) und in der Galerie Clages in Köln.
2015 war Richters Werk Very Large Self-Portrait with Train and Colored Lights Teil der Gruppenausstellung Toys Redux im Migros Museum für Gegenwartskunst in Zürich.
In Oliver Tepels Gruppenausstellung Après Crépuscule im Kölnischen Kunstverein 2009 wurde Richters Arbeit ebenfalls gezeigt.
Claus Richters Arbeiten sind unter anderem in der Sammlung des Museums Ludwig in Köln aufgenommen worden.
Seine Arbeit Ein seltsam klassisches Denkmal gewann 2019 den anonymen Wettbewerb in Düsseldorf um ein Mahnmal für verfolgte und diskriminierte queere Menschen. Das Werk wurde 2021 anlässlich des Christopher Street Days enthüllt.

## Ausstellungen
Einzelausstellungen
- Get a Life, Ursula-Blickle-Stiftung, Kraichtal, 2005
- Serendipity, revolver, Archiv für aktuelle Kunst, Frankfurt am Main, 2006
- Based on a true Story, Schloß Ringenberg, Hamminkeln, 2006
- The Funky Rabbit-Hole, revolver, Archive für aktuelle Kunst, Frankfurt am Main, 2007
- Two barnum Egress Drifts, Kunstverein Braunschweig, 2008
- Tendre est la nuit / Read more books (with Oliver Tepel), Clages, Köln, 2008
- Nosegay-Press / Forever yours, Clages, Köln, 2009
- Follow your dream, never give up, believe in yourself, etc., Kunstverein Assenheim, Niddatal, 2009
- Nothing is easy & selected works from the Hoesch Collection, Leopold-Hoesch-Museum, Düren, 2010
- Millions of Lights, Kölnischer Kunstverein, Köln, 2010
- Mirrored Mountain Castle, Clages, Köln, 2011
- WAKEFIELD, FLITCRAFT, ISIDOR, artothek Köln, 2013
- Regen, Clages, Köln, 2013
- Höchst seltsame Chronologie verschiedenster Ereignisse des Kölnischen Kunstvereins der Jahre 1839 bis 1914, Kölnischer Kunstverein, Köln, 2014
- Ignoranz, Clages, Köln, 2014
- Claus Richter. A deliberate waste of precious time, Galerie Marietta Clashes, Köln, 2024

Gruppenausstellungen
- Formalismus. Moderne Kunst, heute, (with Jensen/Husain), Kunstverein Hamburg, 2004
- Fotografie, Galerie Meerrettich im Glaspavillon an der Volksbühne, Berlin, 2004
- Film, Staatliche Kunsthalle, Baden-Baden, 2005
- Unstillbare Gier, Migros Museum, (with Jensen/Husain), Zürich, 2005
- A Delicious Feeling of Confidence, frieze art fair, London, 2007
- Experimenta Folklore, Kunstverein, Frankfurt am Main, 2008
- Après Crepuscule, Kölnischer Kunstverein, Köln, 2009[14]
- Twelve Arguments Part I, Clages, Berlin, 2009
- Twelve Arguments Part II, Clages, Köln, 2009
- New Frankfurt Internationals" Museum für moderne Kunst/Frankfurter Kunstverein, Frankfurt am Main, 2010
- Spectrums of Lights, Temporary Gallery, Köln, 2011
- Cosima von Bonin`s Cut! Cut! Cut! for Museum Ludwig`s Sloth Section, Beteiligung, Museum Ludwig, Köln, 2012
- Goldrausch. Gegenwartskunst aus, mit oder über Gold, Kunsthalle Nürnberg, Nürnberg, 2012
- NUR HIER. Sammlung zeitgenössischer Kunst der Bundesrepublik Deutschland. Ankäufe von 2007 bis 2011, Kunst- und Ausstellungshalle der Bundesrepublik Deutschland, Bonn, 2013
- The only performances that make it all the way..., Künstlerhaus Graz, Graz, 2013
- (un)möglich! Künstler als Architekten, Marta Herford, Herford, 2013
- Toys Redux – On Play and Critique, Migros Museum für Gegenwartskunst, Zürich 2015[15]